# Ruine Rouelbeau
Die Ruine der Wasserburg von Roulbeau (französisch Château de Rouelbeau) auf dem Gebiet der Schweizer politischen Gemeinde Meinier ist der einzige offen sichtbare Überrest einer mittelalterlichen Burg im Kanton Genf. Sie ist im Schweizerischen Inventar der Kulturgüter von nationaler und regionaler Bedeutung als Objekt von nationaler Bedeutung klassifiziert.

## Name
Die Burgstätte hat im Lauf der Jahrhunderte eine Reihe von Namen getragen, darunter: Bâtie Compey, Bâtie Cholay, Sonneyro bzw. Sonnoyre, und Soubeyron bzw. Souveyron. Letztere wurden teilweise von sous-Voirons ("unter-werden-sehen") – abgeleitet, was jedoch zweifelhaft ist. Der Name Roillebot – auch Rollhbo, Roelbo, Roillebau oder Rouelbou geschrieben – ist erstmals für das Jahr 1536 belegt:
Der heute gebräuchliche Name Rouelbeau besteht womöglich zum einen aus dem französischen Verb roiller, das «stark regnen» bedeutet und im alten Lokaldialekt mit «schlagen» übersetzt wird. Und zum anderen aus Bot, das «Frosch» bedeutet. Eine Erklärung für die Bedeutung von Rouelbeau ist in dieser Logik, dass die Burgherren wegen des lauten Froschgequakes nachts nicht schlafen konnten und daher ihre Diener auf das Wasser schlagen ließen.

## Beschreibung
Die Ruinen von Rouelbeau stehen in einer sumpfigen Ebene, aus welcher der Fluss Seymaz entspringt. Sie haben einen rechteckigen Grundriss mit einer Länge von 52 m und einer Breite von 39 m. Die vier Ecken wurden von runden Türmen mit einem Durchmesser von 9 m gebildet, deren Mauerdicke 2,3 m betrug. Am Eingang befand sich zudem noch ein rechteckiger Turm. Die Anlage war von einem doppelten Wassergraben umschlossen, der noch heute sichtbar und teilweise auch mit Wasser gefüllt ist.

## Geschichte

### Altertum

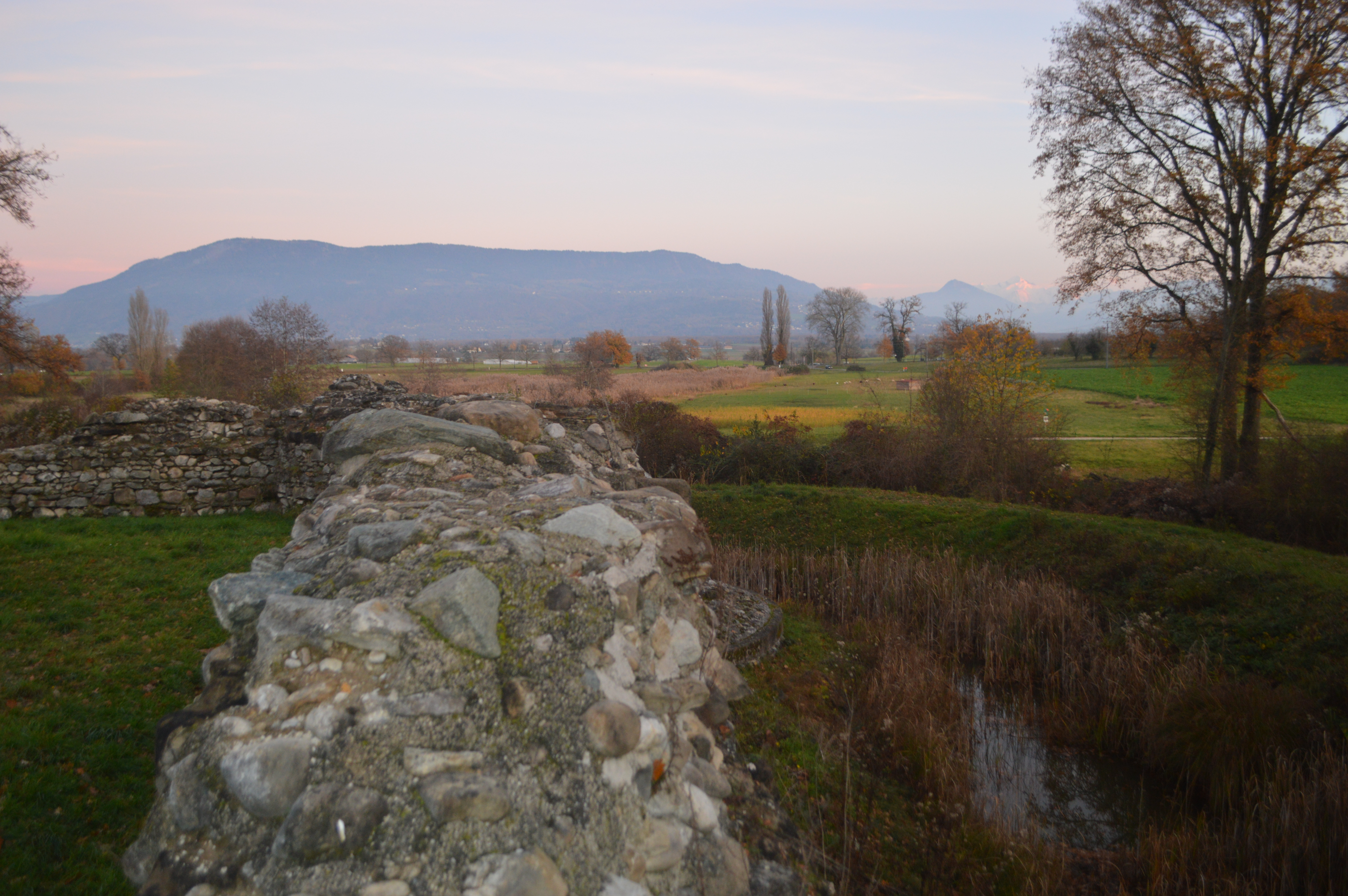
Blick gen Hochsavoyen im Osten, im Hintergrund rechts der Mont Blanc

Verstreute Bodenfunde in den (ehemaligen) Sumpfgebieten um den Oberlauf der Seymaz bezeugen eine antike Besiedlung zu römischen Zeiten vor rund zweitausend Jahren, trotz bzw. gar wegen der schwierigen Bedingungen des strategisch gelegenen Feuchtgebiets.
Eine Zeichnung der Ruinen, die der Schweizer Universalgelehrte Hans Conrad Escher von der Linth 1785 anfertigte, spricht in der Bildunterschrift von einer Burg des Burgundischen Königs Gundebalds, im V. Jahrhundt. Auch wenn es für diese Behauptung keine Belege gibt, könnte sie doch ein Hinweis für eine weitere Besiedlung in Spätantike und Frühmittelalter sein.
Gleiches gilt für die im 19. Jahrhundert verbreitete These, die Rouelbeau als Quadruvium – die königliche Residenz von Gundobads Sohn Sigismund – identifizierte. Diese wurde später in Carouge verortet.

### Mittelalter

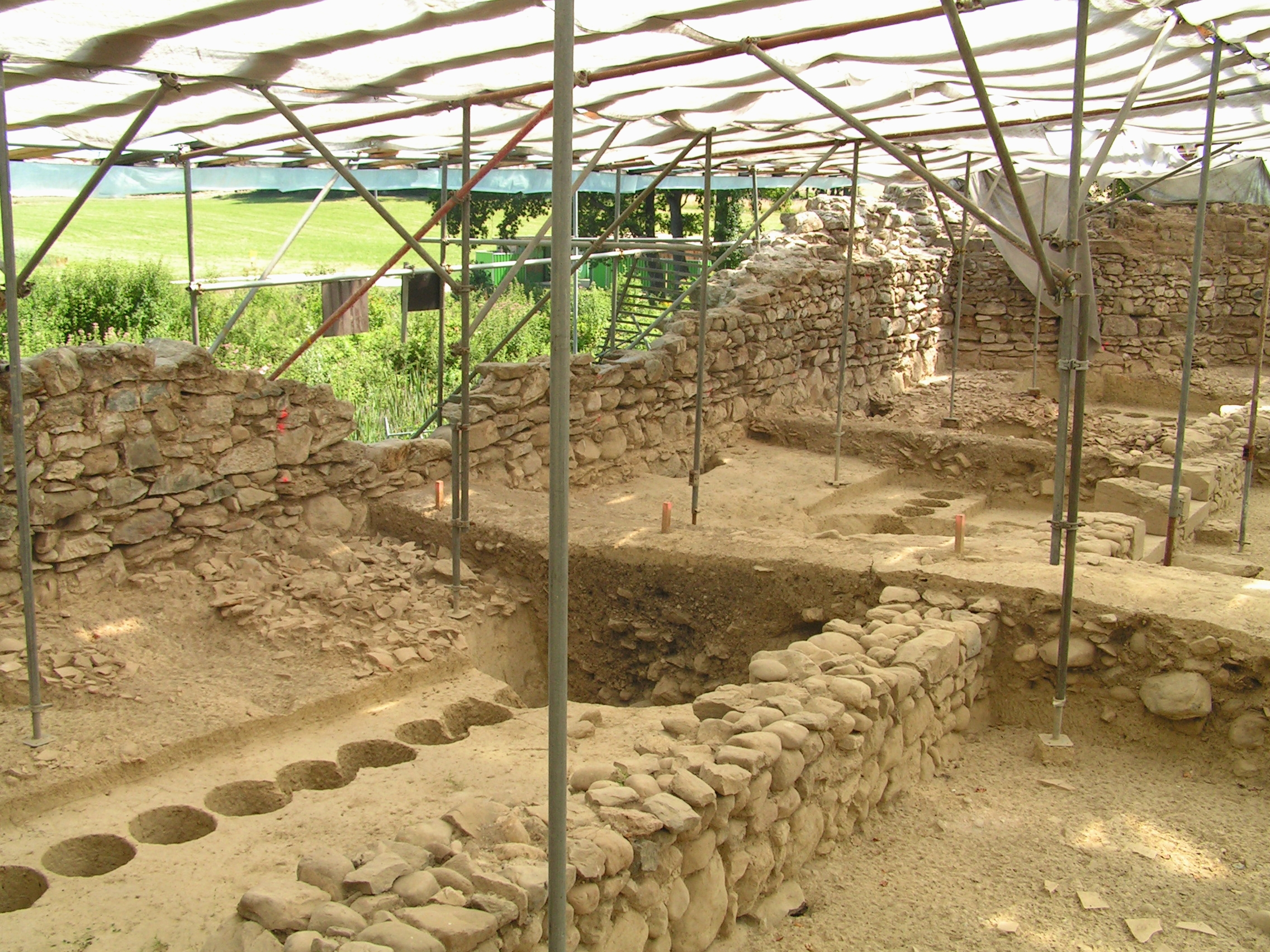
Die 2011 entdeckten Überreste des frühen Palisadenzauns

Die Burganlage, deren Ruinen noch immer zu sehen sind, entstand zu Beginn des 14. Jahrhunderts im Kontext des jahrzehntelangen Machtkampfes um die Herrschaft über das Gebiet von und um Genf zwischen den Herren von Faucigny, den Grafen von Genf, den Grundherren von Gex und dem Haus Savoyen:

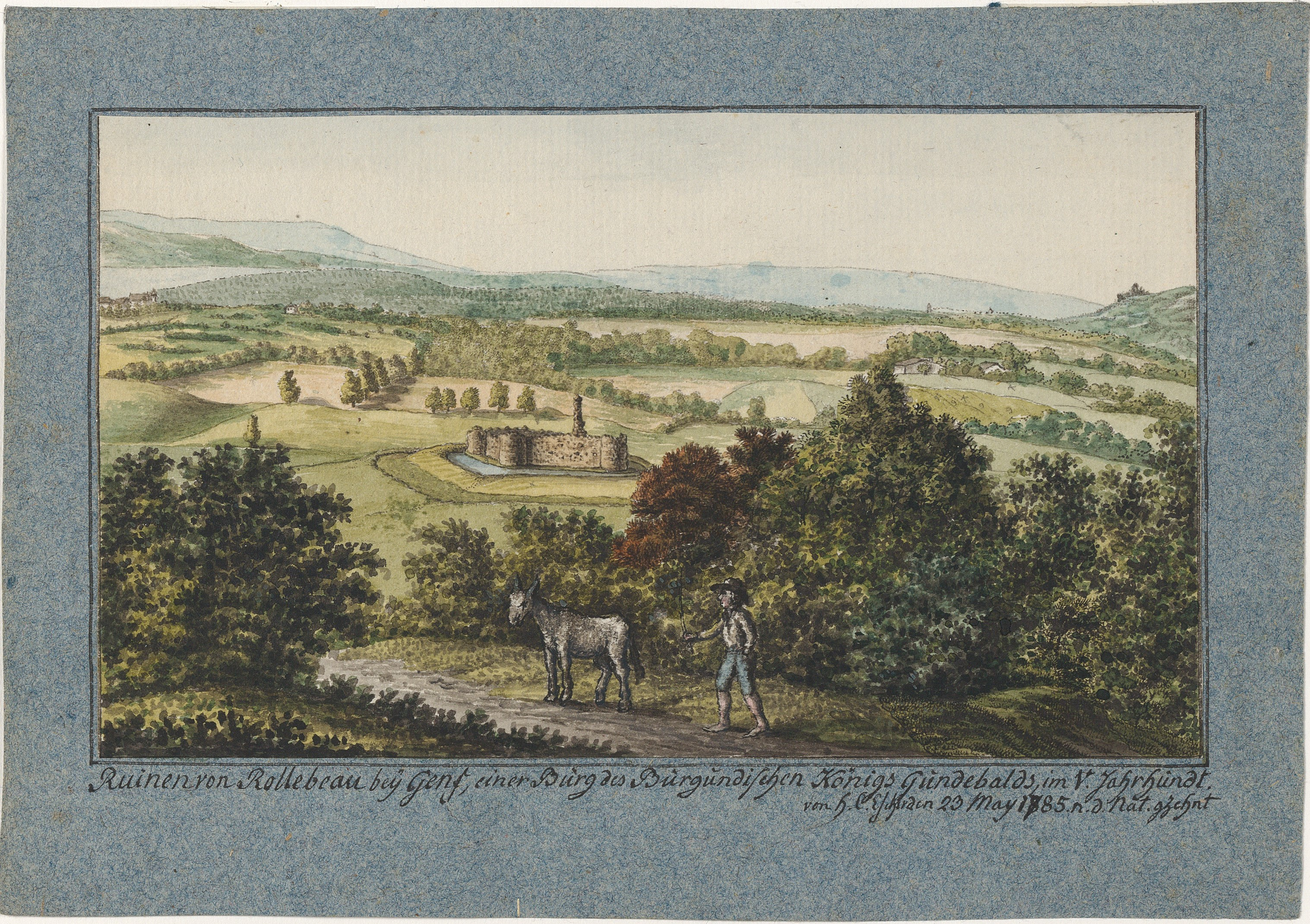
Escher-Zeichnung von 1785 mit den Überresten des rechteckigen Turms am Eingangstor

Urkundlich bezeugt ist, dass der Bau der Festung am 7. Juli 1318 unter dem Ritter Humbert de Choulex (auch Cholay geschrieben) vollendet wurde, der ein Vasall des Faucigny-Barons Hugues de La Tour et de Coligny war (besser bekannt als Hugues Dauphin). Durch ihre strategische Lage sicherte die Bâtie Cholay den Herren von Faucigny den Zugang zur kurz zuvor gegründeten Ortschaft Hermance am Südostufer des Genfersees und bildete mit weiteren Befestigungsanlagen in Hermance, Nernier und Les Allinges eine Verteidigungskette gegen die savoyischen Ambitionen. Sie war daher nicht als Residenz für einen Lehnsherr konzipiert, sondern allein als Garnison. Diese war in Friedenszeiten wohl mit zwei bis drei Infanteristen bemannt, in Kriegszeiten mit etwa zehn Fußsoldaten und sechs Reitern.
Bereits 1321 wurde die Festung durch die Truppen des Grafen Amadeus V. von Savoyen, genannt der Große, angegriffen. Nach dessen Tod 1323 folgten mehrere Attacken durch seine ihm nachfolgenden Söhne Eduard, genannt der Liberale, und Haimone.
Eine detaillierte Bestandsaufnahme, die für den geplanten Verkauf des nahen Gebiets der Dauphiné an den Papst angefertigt wurde und im Vatikanischen Apostolischen Archiv überliefert ist, erwähnt für 1334, dass es sich damals noch um eine Holzburg handelte. Für 1339 ist allerdings das Aufwerfen eines künstlichen Hügels in der sumpfigen Umgebung verzeichnet. Die Festung wurde demnach durch einen doppelten Wassergraben geschützt. Ein Steinweg verband sie mit den benachbarten Gehöften. In den folgenden Jahren wurde sie erheblich verstärkt und mit steinernem Mauerwerk umgeben. Die neuen Wappnungen veranlasste offenbar der Ritter Nicod de Ferney. Er erbte die Anlage 1345 von Humbert de Choulex, der kinderlos geblieben war.
Durch einen Verhandlungskompromiss gelangte die schwer einnehmbare Burg 1355 schließlich doch unter die Oberhoheit von Savoyen unter Amadeus VI, genannt der Grüne Graf und verlor nach kaum einem halben Jahrhundert schon wieder ihre strategische Bedeutung. Nicod de Ferney wurde vom Haus Savoyen als Eigentümer bestätigt. Nachdem seine Enkelin Guillermette 1420 den Baron Thomas de Genève-Lullin geheiratet hatte, gelangte die Festung in den Besitz des Hauses Géroldiens.

### Neuzeit

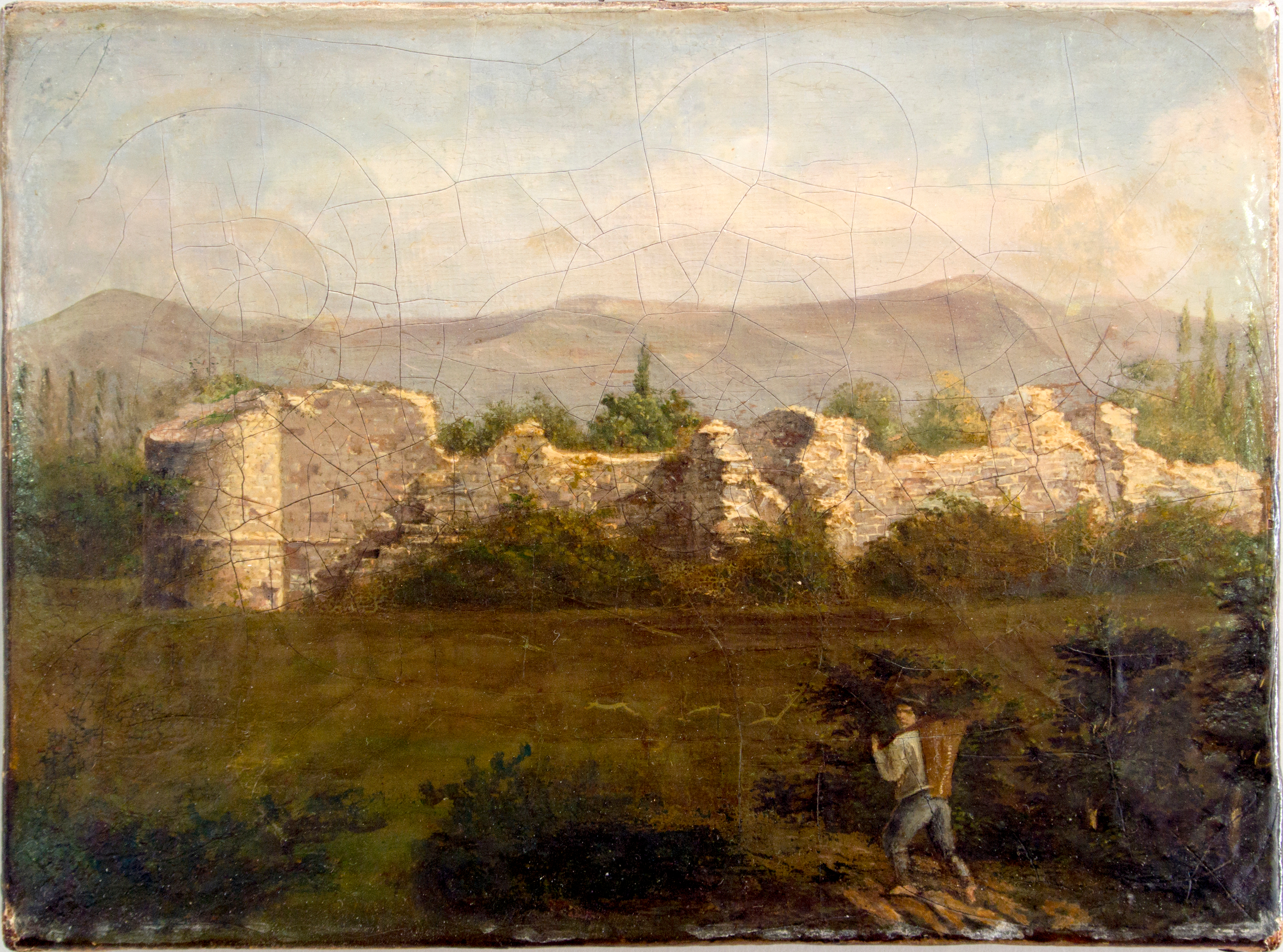
Ölgemälde eines unbekannten Künstlers, wahrscheinlich von 1808

Zu Beginn der Neuzeit gewann die Festung, die nunmehr unter den Namen Roillebot trug, noch einmal an militärischer Bedeutung:
Als 1536 in Genf die Reformation eingeführt und die unabhängige Republik Genf ausgerufen wurde, kamen die Berner und Walliser Verbündeten den protestantischen Separatisten zur Hilfe bei der Befreiung von der Savoyer Vorherrschaft. Bei den Kämpfen wurden auch die Bauten in Rouelbeau beschädigt. Das Genfer Regime behielt die Anlage als Faustpfand, um das Haus Genève-Lullin zur Begleichung seiner Schulden bei den Verbündeten in Neuenburg zu bringen, aber die Berner gaben sie 1564 an die Barone zurück. Aufgrund des Vertrags von Lausanne aus dem gleichen Jahr verwalteten die Republik Genf und die Herzöge von Savoy die Gegend von Meinier über zwei Jahrhunderte lang gemeinsam. Dabei wurde die Festung zeitweise zu einem Gefängnis umfunktioniert und zeitweise als Jagdhaus genutzt.
Nach dem Tod des letzten Vertreters des Hauses Genève-Lullin im Jahr 1664 ging die Anlage an eine andere Familienlinie über: Erbe wurde Claude-Alexandre de Fauchier, Baron de l’Etoile. Sein Sohn François-Emmanuel verkaufte die zerbröckelnde Festung 19 Jahre später an Jacques de Loys, den Herrn von Bonnevaux und Eigentümer des nahen Weilers Merlinge. Er ließ das Anwesen allerdings weiter verfallen. Der Adelige François Carron erbte es 1793, wurde jedoch nach dem «Franzoseneinfall» von 1798 enteignet. Der Staat verpachtete das Gelände fortan, wobei die ehemalige Burg nur noch als Steinbruch diente. Fragmente wurden vor allem in der unmittelbaren Nachbarschaft verbaut.
Zeitgenössische Gemälde zeigen, dass die Ruinen zugleich ein beliebtes Ausflugsziel für die Genfer Stadtbevölkerung wurden.
Ab 1915 wurden die Sümpfe um Rouelbeau durch die Kanalisierung der Seymaz systematisch trockengelegt, um der Landflucht in der Gegend entgegenzuwirken. 1921 wurde Rouelbeau als das letzte Überbleibsel einer mittelalterlichen Burg auf dem Gebiet des Kantons in dessen erstes Verzeichnis historischer Monumente aufgenommen. In den folgenden Jahrzehnten blieb das verfallende Mauerwerk allerdings schutzlos der Natur überlassen, die die Anlage überwucherte.
Als im Jahr 2000 die Renaturierung des direkt östlich gelegenen Quellgebiets der Seymaz begann, gab dies dem Kantonalen Archäologischen Dienst den Anlass zu Ausgrabungs- und Präservationmaßnahmen. Er stieß dabei dank detaillierter Hinweise aus einem Text von 1339 auf Überreste für die hölzerne Konstruktion, die der steinernen Befestigung vorausging. Die Arbeiten dauerten zwölf Jahre lang an. Auf der Grundlage von 3D-Fotoerfassungen wurde ein Miniaturmodell der Ruinen aus Bronze erstellt, das dem Besuchspublikum zusätzlich zu zahlreichen Informationstafeln einen Überblick verschafft.
Die Anlage wurde schließlich im September 2016 der Öffentlichkeit wieder zugänglich gemacht. Anlässlich der Eröffnung fand ein zweitägiges Festival statt, in dem zahlreiche Teilnehmende aus der Mittelalterszene kostümiert auftraten, darunter auch eine Gruppe von Frauen aus Meinier, die sich als «Weiße Damen» verkleideten:

## «Die weiße Dame von Rouelbeau»

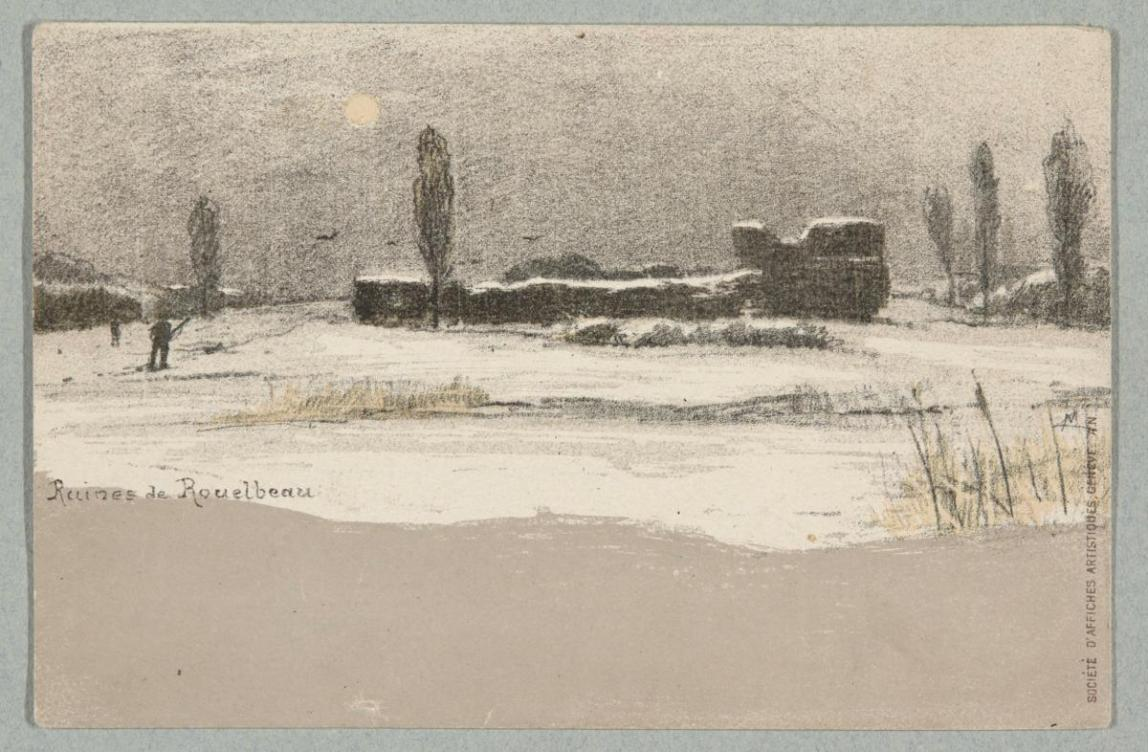
Postkarte aus den 1900er Jahren

Um die Burgruine rankt sich offenbar seit Jahrhunderten eine populäre Legende, in deren Zentrum die namenlose Frau des ersten Burgherrn Humbert de Choulex steht. Er hatte sie demnach verstossen, nachdem sie ihm keinen männlichen Nachwuchs gebar. Der Sage zufolge spukt La Dame Blanche seither durch das Gebiet um die Burg. Ihr Geist wurde für das Verschwinden von Menschen und unerklärliche Todesfälle verantwortlich gemacht. Unklar ist, ob sie vor allem in Nächten mit Neumond oder Vollmond erscheinen soll. Unstrittig ist indes, dass Heiligabend als wichtigster Zeitpunkt des Auftretens der weißen Dame gilt, die der Überlieferung nach wunderschön ist und ein Diadem trägt. In manch einer Weihnachtsnacht ist angeblich gar die ganze Burg samt ihren ehemaligen Bewohnern in alter Pracht wiederauferstanden.

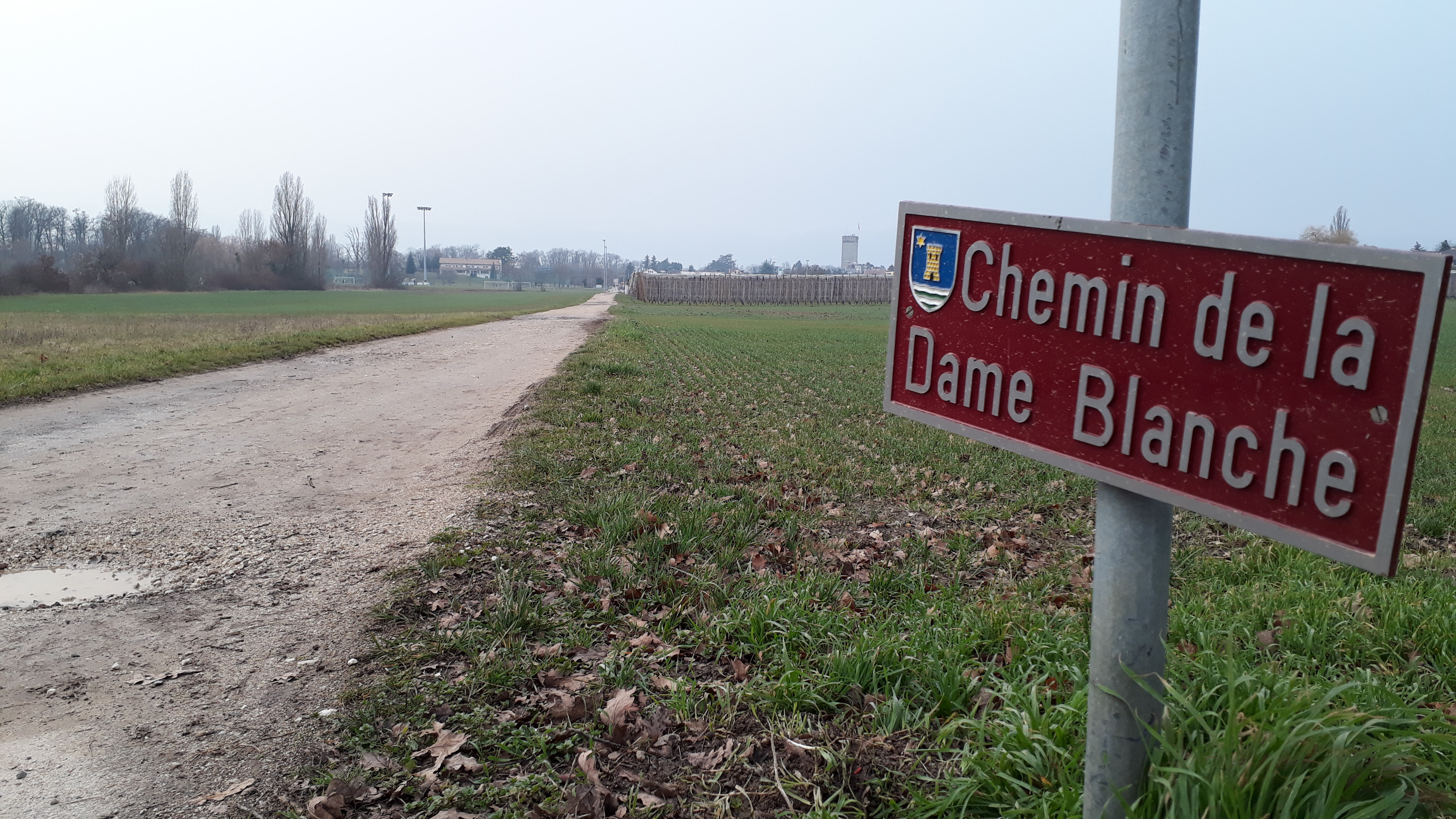
Die Ruinen sind links hinter den Bäumen

In einer Version von 1870, die 1902 veröffentlicht wurde, erzählt ein gewisser Jean Bahut, wie er als sechzehnjähriger Halbwaise während der französischen Herrschaft über Genf zu Beginn des 19. Jahrhunderts an Heiligabend um die Burgruine auf die Jagd ging:
Da traf ihn ein eiskalter Lufthauch, der ihn schaudern machte. Es war ihm, als ob sein Blut gerinnen würde und seine Kopfhaare sich geradeauf stellten. Im Dunkel erspähte er einen weißen Schatten, der aus dem Turm trat und der entsetzliche Seufzer ausstieß. Das Gespenst streifte ihn, dann glitt es aus dem Gemäuer und verschwand. Der junge Mann versuchte zu fliehen, aber er konnte seine Füße nicht vom Boden lösen.
In dieser Fassung belohnte die weisse Dame den Einsatz des Jungen für seine Mutter mit einem Gold- und Silberschatz, bestrafte aber im darauf folgenden Jahr einen seiner habgierigen Verwandten mit dem tödlichen Einschließen im Burggewölbe.

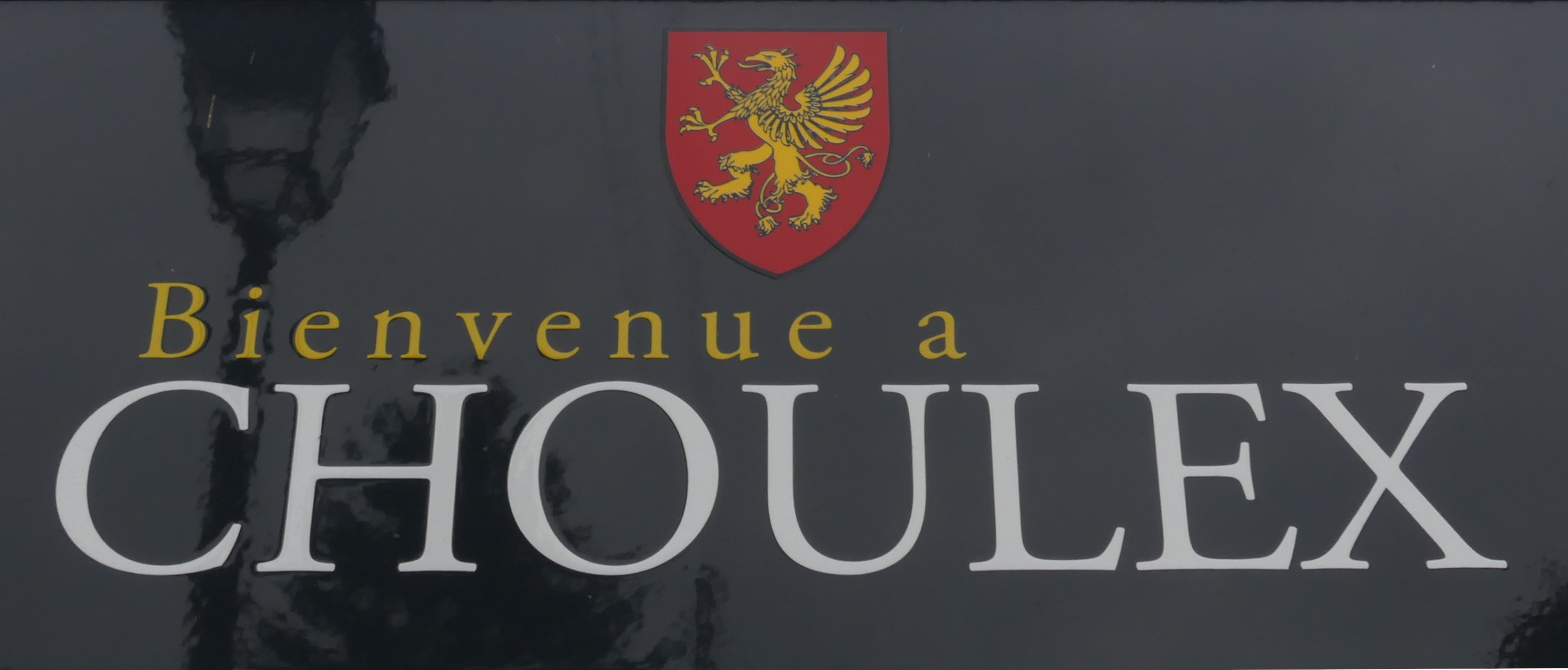
«Willkommen in Choulex»

Ein Feldweg neben den Ruinen ist Chemin de la Dame Blanche benannt. Außerdem trägt eine Straße rund einen Kilometer nördlich der Ruine den Namen Chemin de la Dame, die benachbarte Bushaltestelle heißt Vésenaz, La Dame. Etwa 2,5 km südlich der Ruine trägt eine Straße in der Gemeinde Vandœuvres den Namen Chemin de la Blanche. Die benachbarte Gemeinde Choulex trägt noch immer den Namen des Geschlechts, aus dem Burgherr Choulex stammte und der vor fast einem Jahrtausend erstmals als Cholay urkundlich erwähnt wurde.
Ende September 2019 führte das Genfer Kammerorchester in der Burgruine eine Konzertkomposition des Genfer Musikers Christophe Sturzenegger mit dem Titel «Qui a Peur de la Dame Blanche?» auf: «Wer hat Angst vor der weißen Dame?»

## «Der schwarze Kater von Rouelbeau»

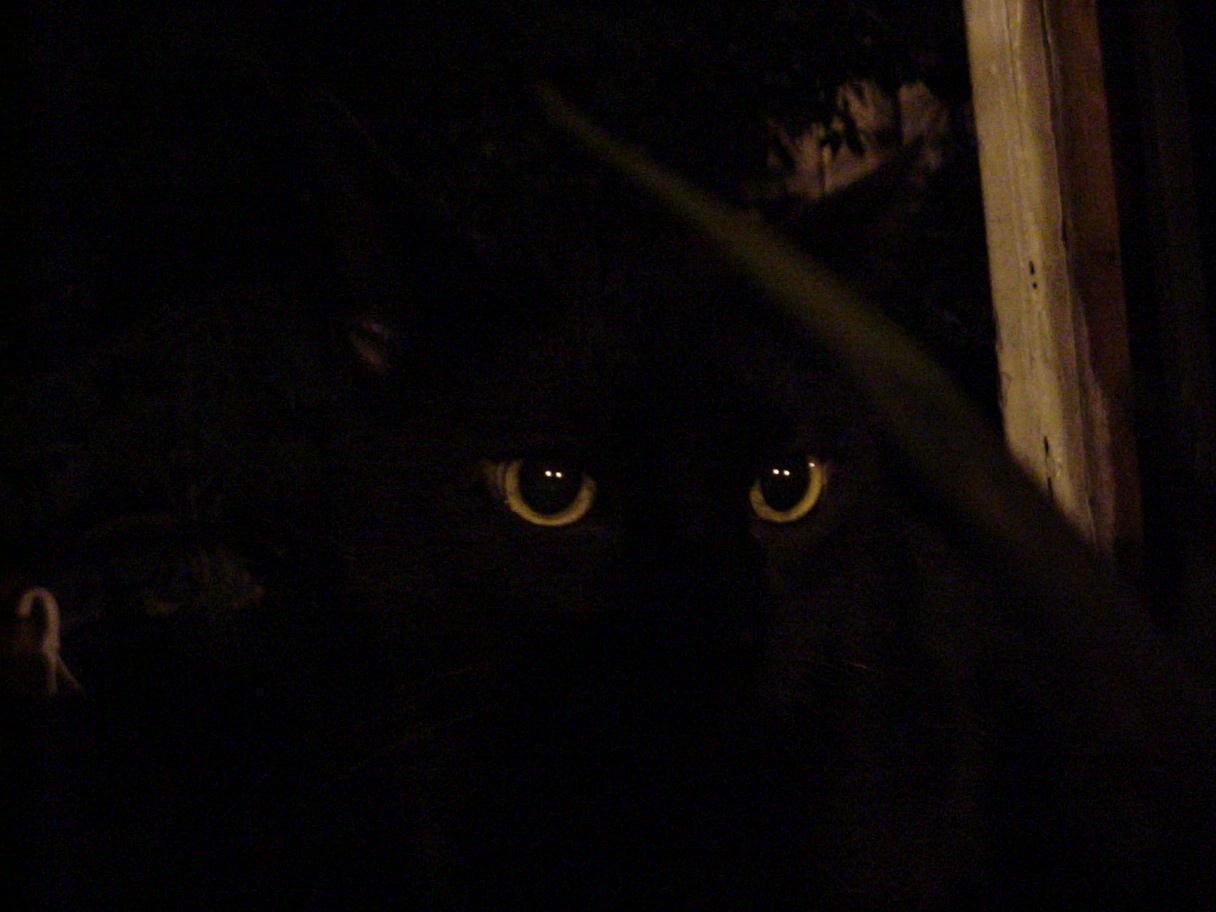
Schwarzer Kater

Eine zweite Legende, die sich um die Burgruine rankt, handelt von einem schwarzen Kater – le chat noir – mit leuchtenden Augen. Er soll vor allem an nebligen Tagen bei Anbruch der Dunkelheit um das Gelände streunen und seine Opfer plötzlich mit messerscharfen Klauen angreifen, um sie zu zerfetzen. Es handele sich um den Teufel selber, der nur mit einem festen Knüppelschlag abgewehrt werden könne. Die Überlieferung empfiehlt freilich, dem Kater bei erfolgreicher Verteidigung einen Gnadenstoß zu verweigern, da er sonst seine gesamte Kraft wiedererlangte und sein Opfer in die Unterwelt entführte.
Die Erzählung wird teilweise im Zusammenhang mit einem Vorfall aus dem Jahr 1567 gesehen: Damals wurden die Brüder Claude und Jenon Dexert, die am Rande des Sumpfes wohnten, der Hexerei bezichtigt und nach einem unter Folter erpressten Geständnis hingerichtet. Einer Überlieferung zufolge ist der Kater ihr Racheengel.

## Galerien

### Fotografien von Frédéric Boissonnas aus dem Jahr 1922
Frédéric Boissonnas war ein Schweizer Fotograf, der besonders durch seine Bilder aus Griechenland berühmt wurde.

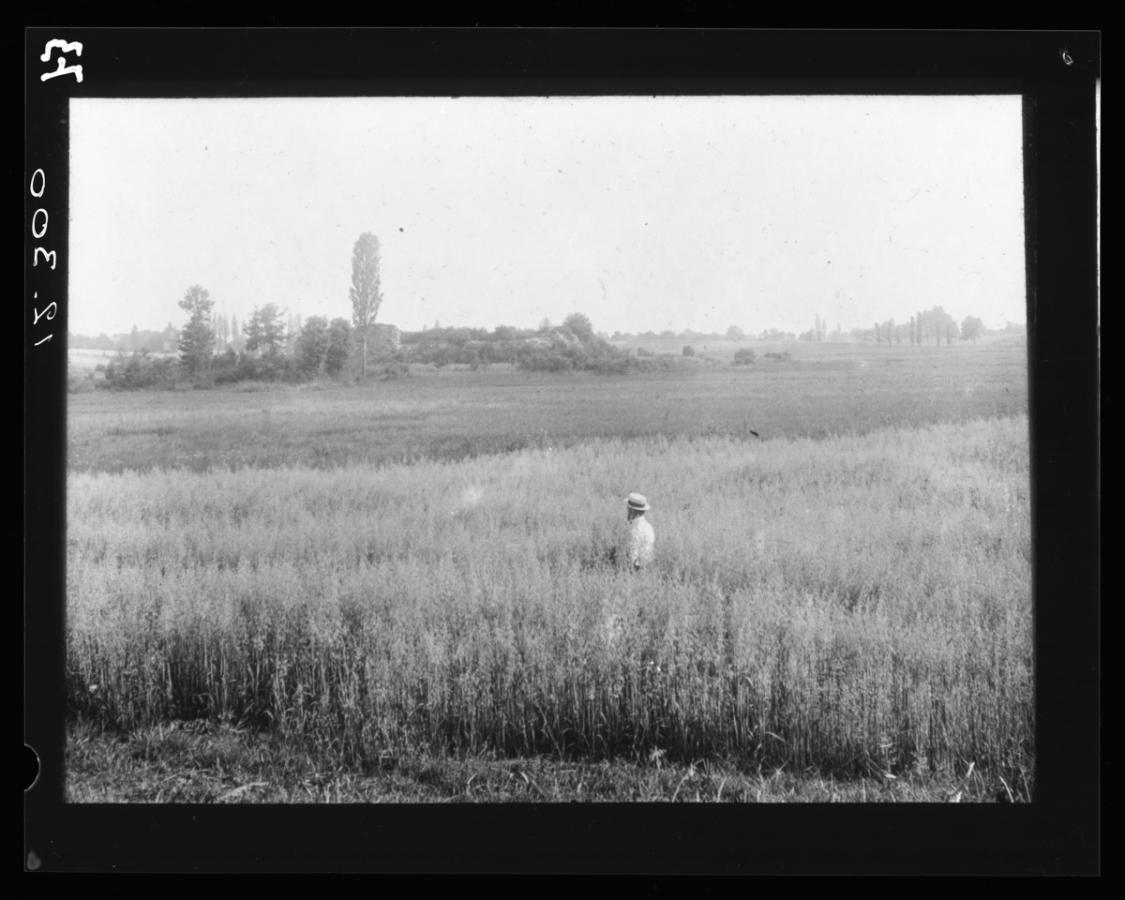
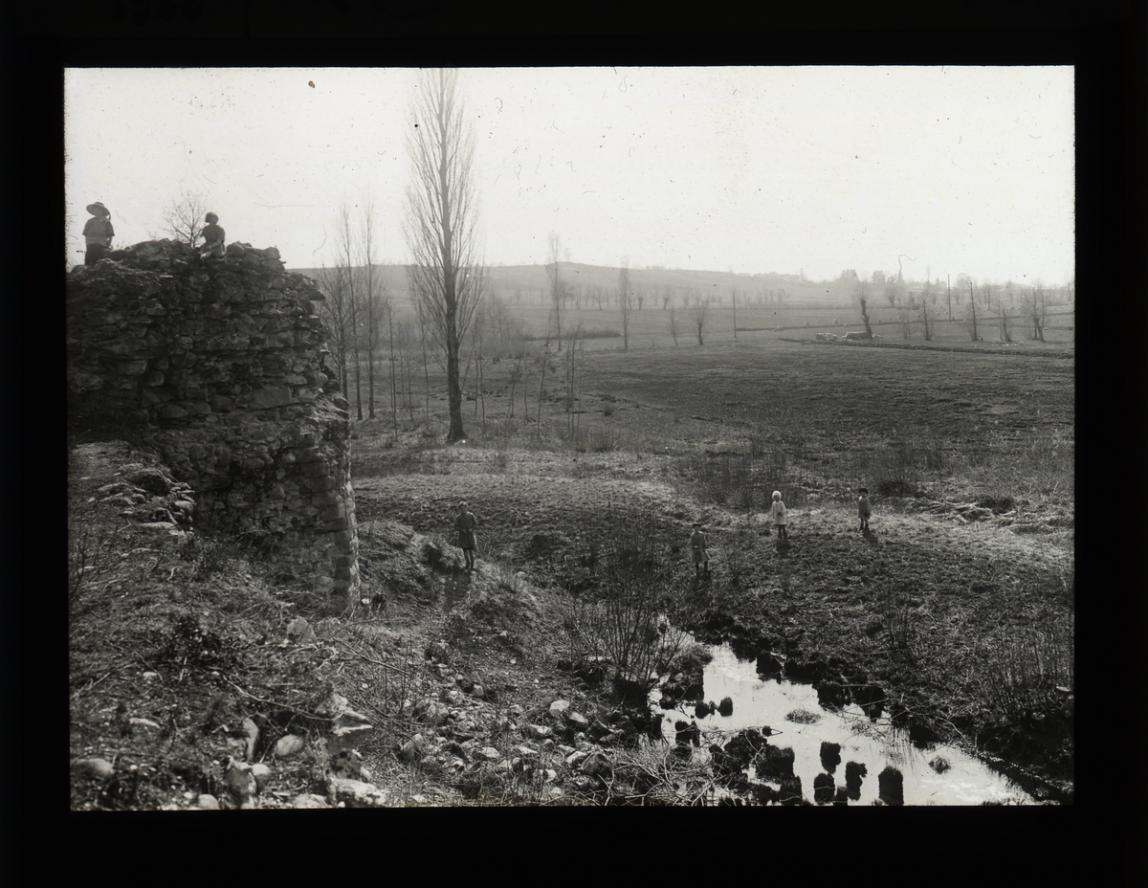
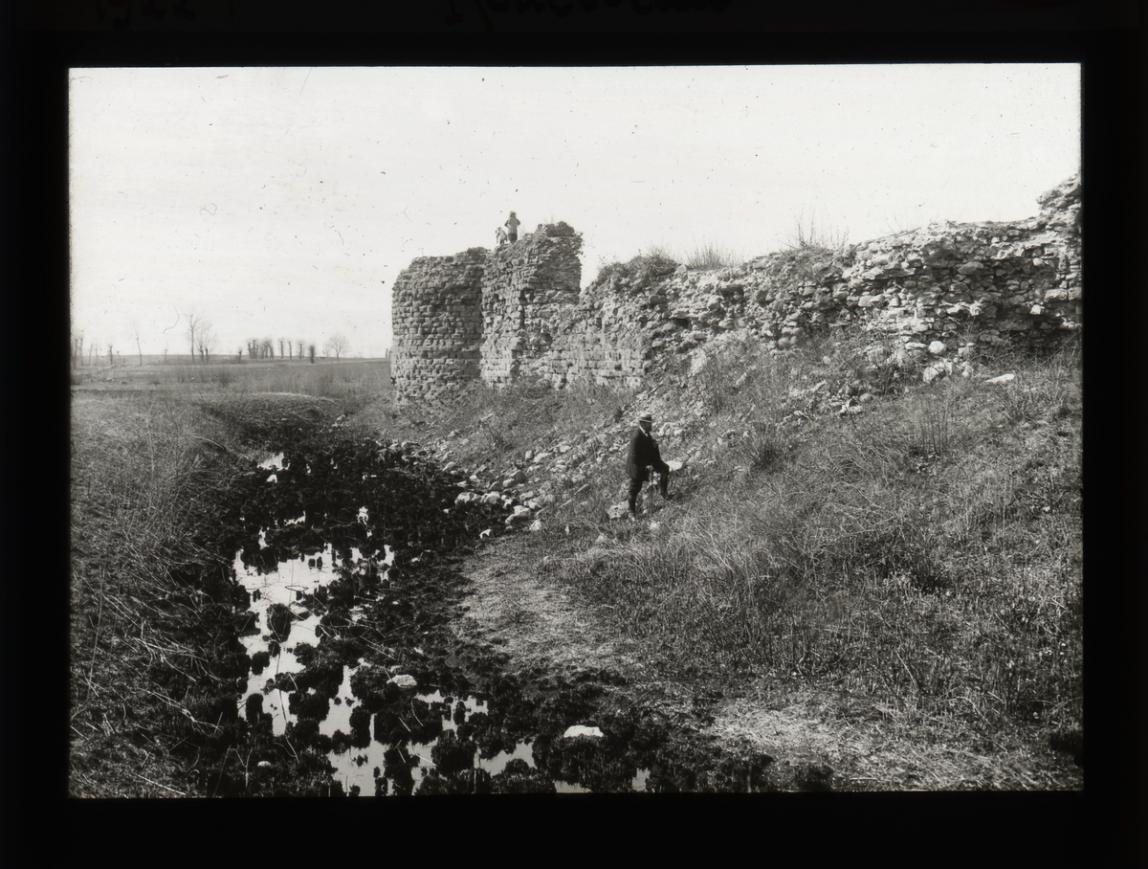
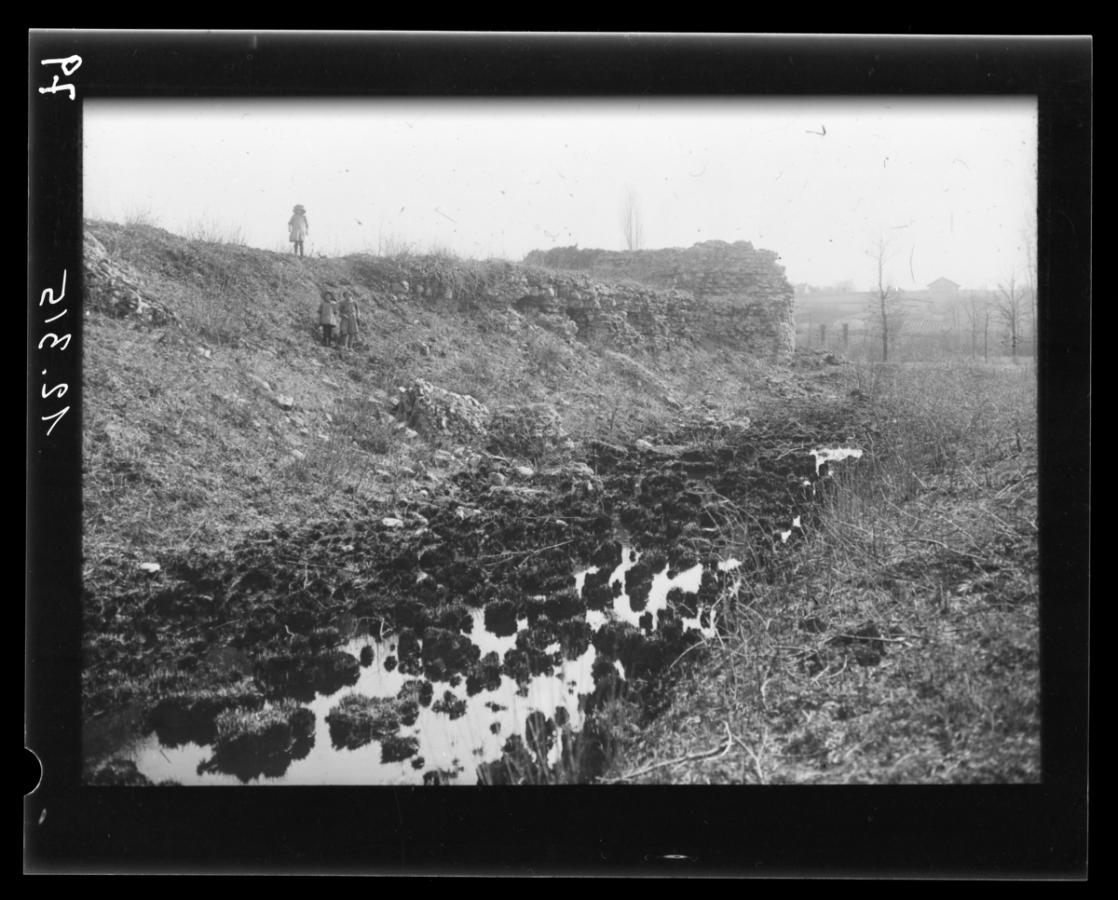
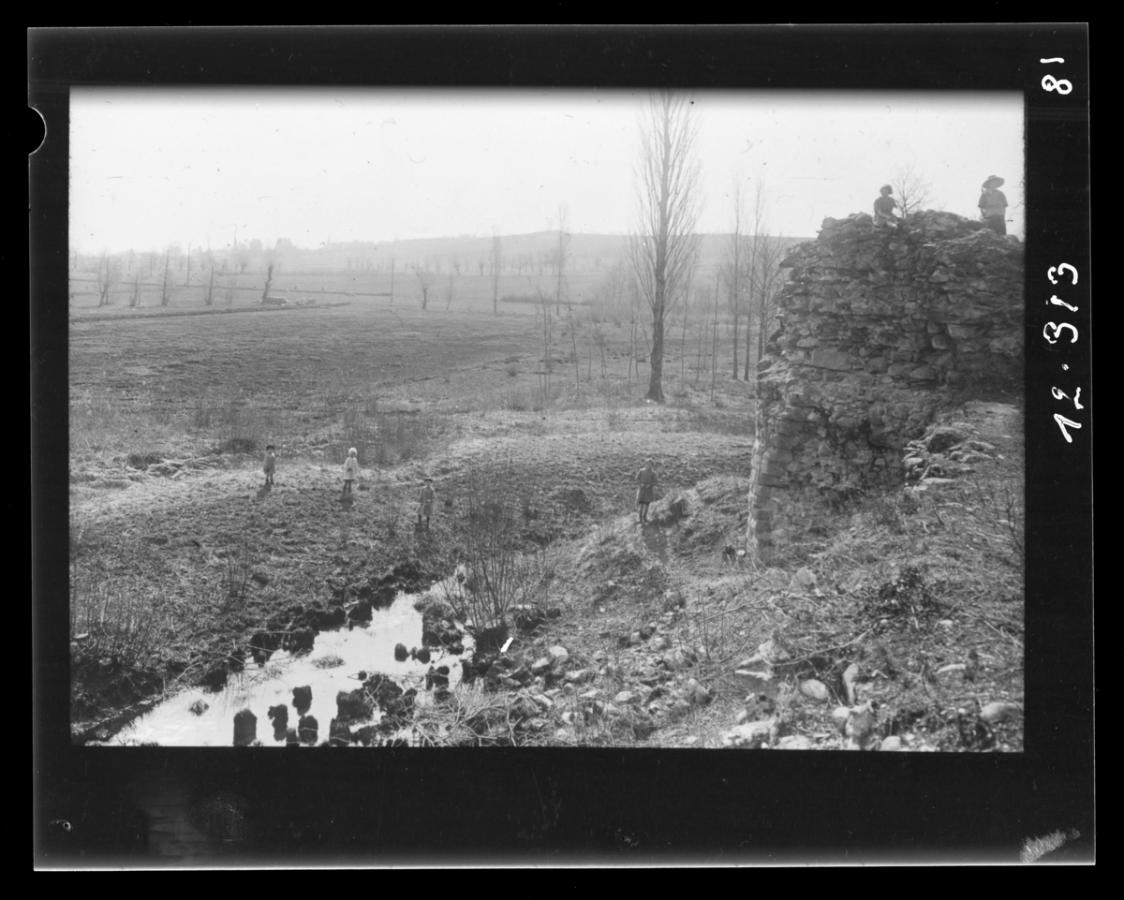

### Fotografien aus dem Jahr 2020

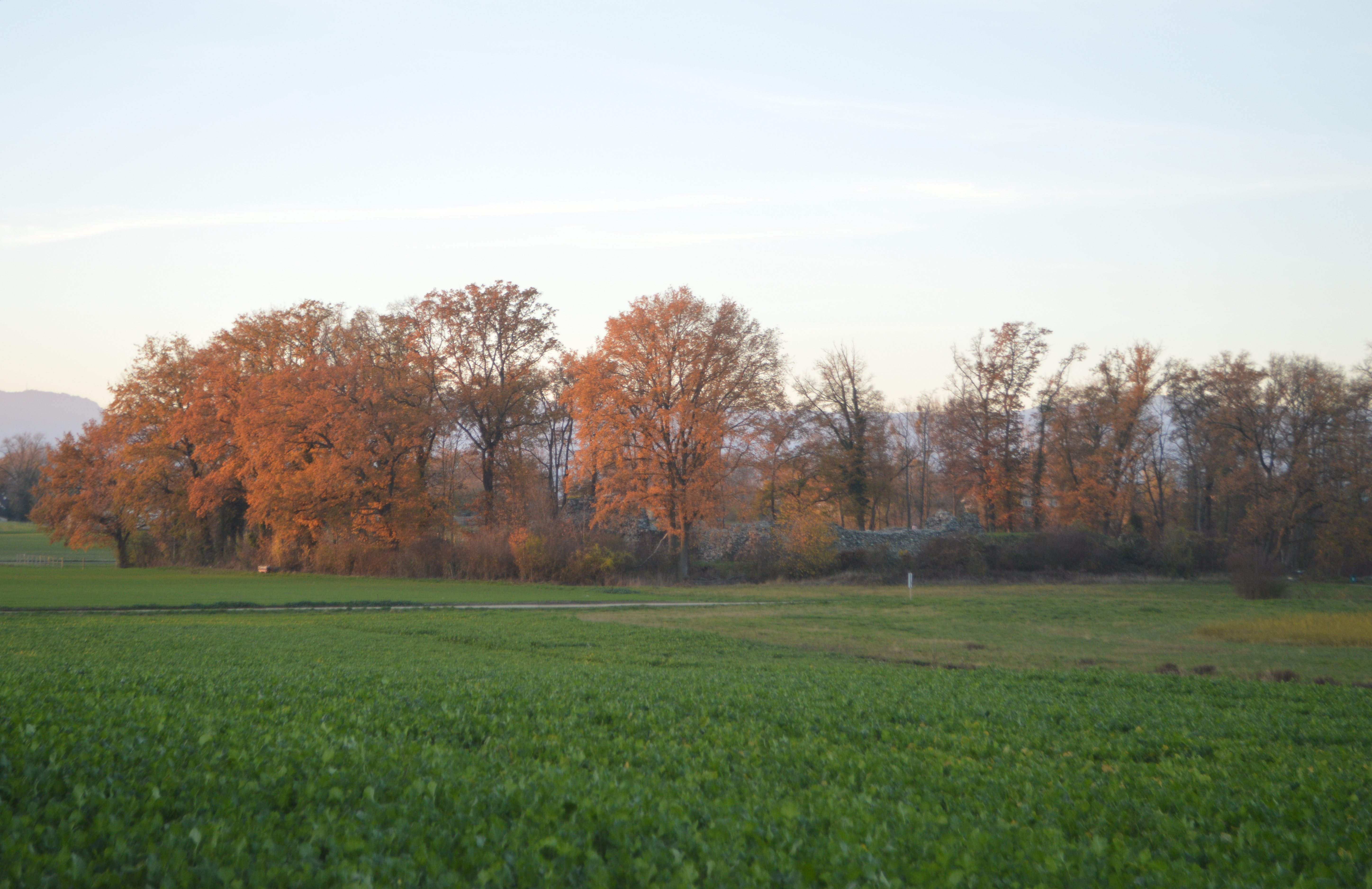
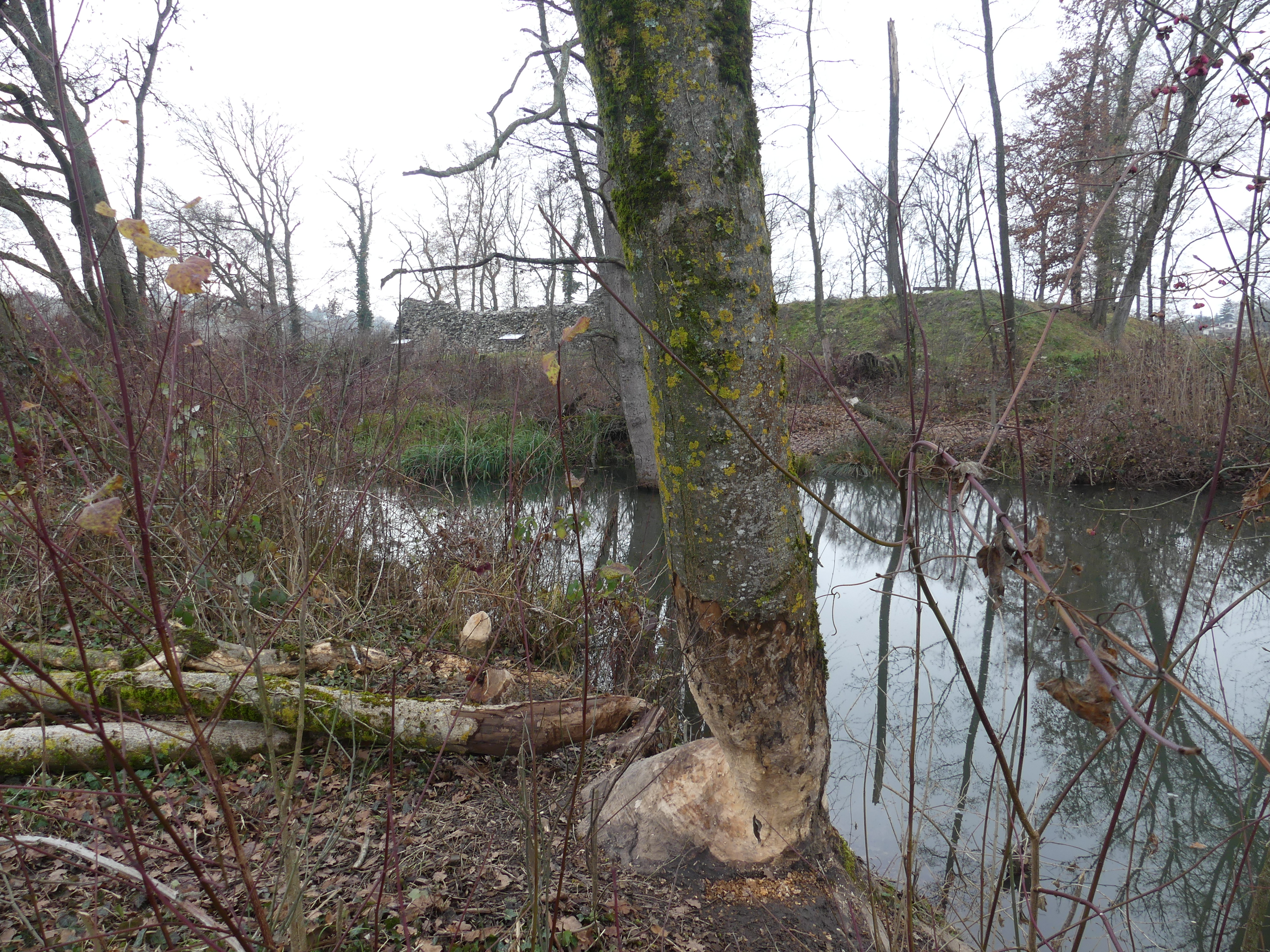
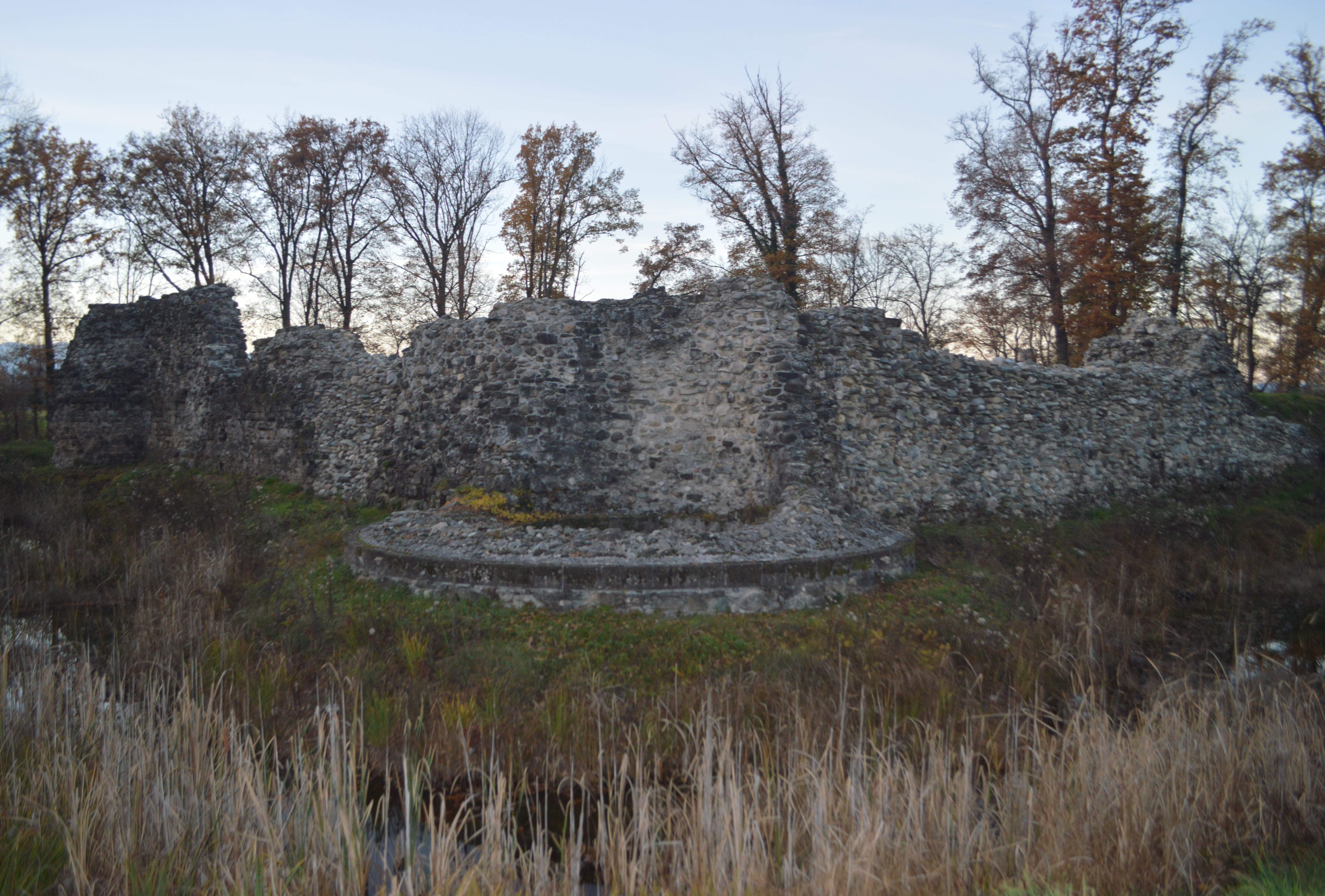
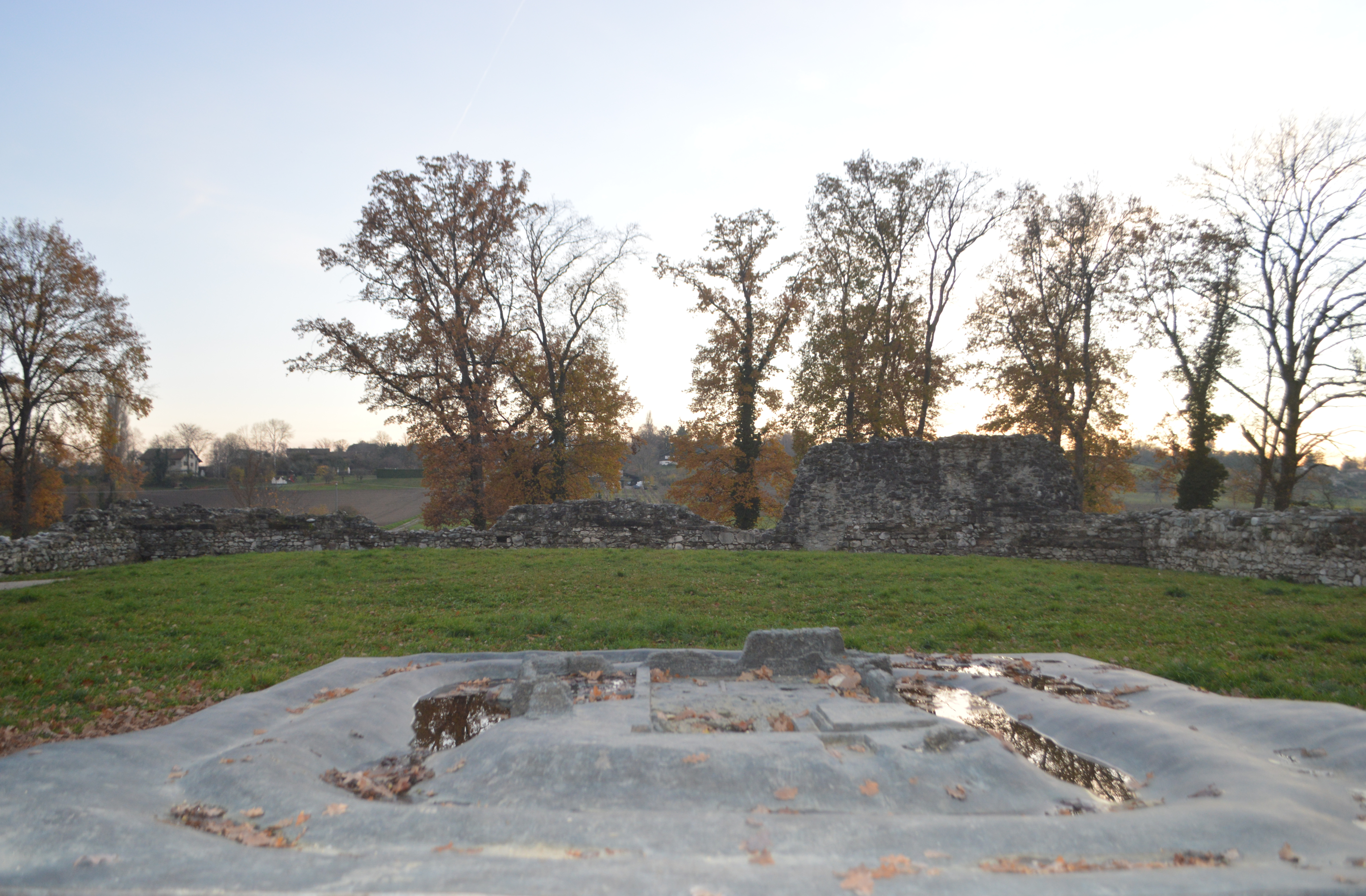
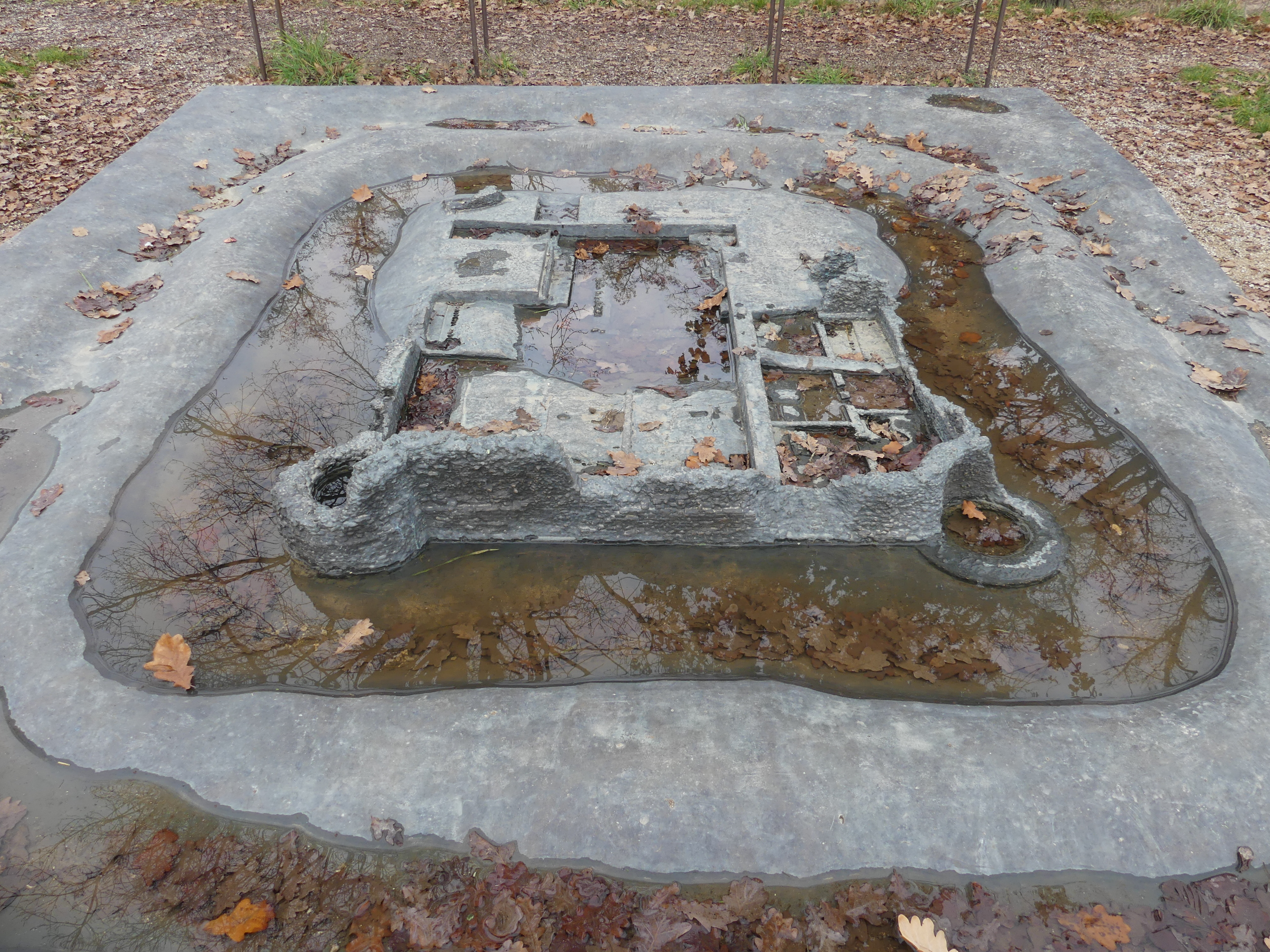